# Gornji Komren
Gornji Komren (izvirno srbsko Горњи Комрен) je naselje v Srbiji, ki upravno spada pod Občino Niš; slednja pa je del Niškega upravnega okraja.

## Demografija
V naselju živi 741 polnoletnih prebivalcev, pri čemer je njihova povprečna starost 39,6 let (38,9 pri moških in 40,3 pri ženskah). Naselje ima 290 gospodinjstev, pri čemer je povprečno število članov na gospodinjstvo 3,26.
To naselje je, glede na rezultate popisa iz leta 2002, večinoma srbsko.
|  |

| Demografija | Demografija     | Demografija     |
| Leto        | Št. prebivalcev | Št. prebivalcev |
| ----------- | --------------- | --------------- |
|             |                 |                 |
|             |                 |                 |
|             |                 |                 |
|             |                 |                 |
| 1948        | 606             |                 |
| 1953        | 665             |                 |
| 1961        | 767             |                 |
| 1971        | 749             |                 |
| 1981        | 846             |                 |
| 1991        | 722             | 713             |
| 2002        | 955             | 946             |
|             |                 |                 |

| Etnična sestava po popisu iz leta 2002 | Etnična sestava po popisu iz leta 2002 | Etnična sestava po popisu iz leta 2002 | Etnična sestava po popisu iz leta 2002 | Etnična sestava po popisu iz leta 2002 |
| -------------------------------------- | -------------------------------------- | -------------------------------------- | -------------------------------------- | -------------------------------------- |
| Srbi                                   | Srbi                                   |                                        | 926                                    | 97,88%                                 |
| Romi                                   | Romi                                   |                                        | 6                                      | 0,63%                                  |
| Črnogorci                              | Črnogorci                              |                                        | 3                                      | 0,31%                                  |
| Bolgari                                | Bolgari                                |                                        | 2                                      | 0,21%                                  |
| Makedonci                              | Makedonci                              |                                        | 1                                      | 0,10%                                  |
| Neznano                                | Neznano                                |                                        | 5                                      | 0,52%                                  |